# Leopoldo Calvo-Sotelo

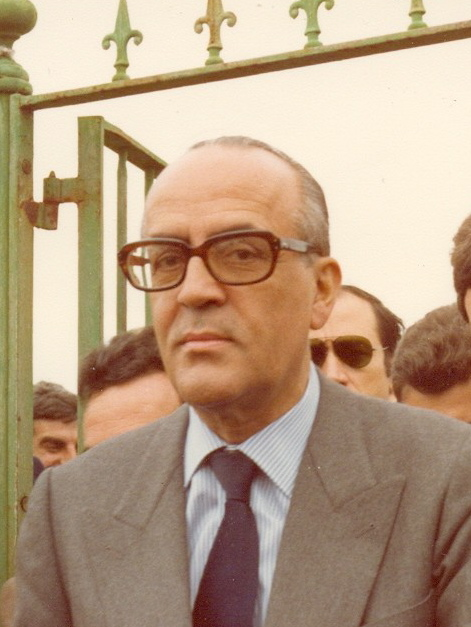
Leopoldo Calvo-Sotelo (1976)

Leopoldo Calvo-Sotelo Bustelo (Marqués de la Ría de Ribadeo; * 14. April 1926 in Madrid, Spanien; † 3. Mai 2008 in Pozuelo de Alarcón) war ein konservativer spanischer Politiker (UCD) und von Februar 1981 bis Dezember 1982 Ministerpräsident Spaniens.

## Leben
Calvo-Sotelos Eltern waren der Schriftsteller Leopoldo Calvo Sotelo und Mercedes Bustelo Márquez. Der 1936 ermordete Politiker der Rechten José Calvo Sotelo war sein Onkel. 1951 schloss Leopoldo Calvo-Sotelo sein Ingenieurstudium ab und promovierte 1960. Zwischen 1967 und 1968 war er Präsident der spanischen Staatsbahn RENFE (Red Nacional de los Ferrocarriles Españoles), anschließend Vorstandsvorsitzender des Chemieunternehmens Unión Explosivos Riotinto.

## Politische Karriere
Als Vertreter der Chemieunternehmen gehörte Calvo-Sotelo von 1971 bis 1975 den Cortes an, der nicht gewählten Interessensgruppenvertretung während des Franco-Regimes.
Er war nach dem Tod Francisco Francos, in der Zeit der schrittweisen Transition zur Demokratie, als Regierungsmitglied an der Spitze verschiedener Ministerien: von Dezember 1975 bis Juli 1976 war Calvo-Sotelo  Handelsminister unter Carlos Arias Navarro, dem letzten von Franco eingesetzten Ministerpräsidenten; unter Adolfo Suárez, dem ersten post-franquistischen Regierungschef, war er anschließend bis April 1977 Minister für öffentliche Arbeiten. 
Anlässlich der ersten demokratischen Wahl nach dem Ende der Diktatur schloss er sich 1977 der von Suárez gegründeten bürgerlichen Sammlungspartei Unión de Centro Democrático (UCD) an, der sowohl Mitläufer als auch Gegner des früheren Franco-Regimes angehörten. Danach war Calvo-Sotelo in Suárez’ zweitem bzw. dritten Kabinett von Februar 1978 bis September 1980 Minister für Beziehungen zur Europäischen Gemeinschaft und schließlich bis Februar 1981 Wirtschaftsminister und zweiter Stellvertreter des Ministerpräsidenten.
Am 29. Januar 1981 kündigte Adolfo Suárez seinen Rücktritt an und schlug Calvo-Sotelo als Nachfolger vor. Während seiner geplanten Wahl zum Ministerpräsidenten am 23. Februar 1981 fand der letztlich gescheiterte Putsch des Oberstleutnants Antonio Tejero, in Spanien bekannt unter der Bezeichnung 23-F, statt. Calvo-Sotelo wurde schließlich am 25. Februar vom Parlament gewählt. Wichtigste Entscheidung seiner Amtszeit war der Beitritt Spaniens zur NATO im Mai 1982. Calvo-Sotelo regierte bis Dezember 1982. Während seiner Amtszeit spaltete sich die UCD auf, sodass Neuwahlen nötig wurden. Nach einer katastrophalen Wahlniederlage der UCD mit nur 12 gewonnenen Sitzen und dem Verlust von 156 Sitzen wurde er vom sozialistischen Gegenkandidaten Felipe González abgelöst.
Vom EG-Beitritt seines Landes am 1. Januar 1986 bis zur ersten Europawahl in Spanien im Juni 1987 hatte Leopoldo Calvo-Sotelo einen Sitz im Europäischen Parlament inne. In dieser Übergangszeit waren die spanischen Europaparlamentarier nicht vom Volk gewählt, sondern vom spanischen Parlament nominiert. Calvo-Sotelo gehörte der Fraktion der Europäischen Volkspartei (Christdemokraten) an.
Er war Mitglied der Non-Profit-Organisation Club de Madrid.

## Familie
Calvo-Sotelo war mit María del Pilar Ibáñez-Martín y Mellado verheiratet, das Paar hatte acht Kinder. Seine Söhne Leopoldo Calvo-Sotelo e Ibáñez-Martín (* 1957) und Victor Calvo-Sotelo e Ibáñez-Martín (* 1961) waren Staatssekretäre, ein Sohn war Bürgermeister der Stadt Castropol, seine Nichte Mercedes Cabrera war 2006 Erziehungsministerin im Kabinett José Luis Rodriguez Zapatero.

## Auszeichnungen
- Am 25. Juni 2002 wurde er von König Juan Carlos I. zum Marqués und Granden von Ría de Ribadeo ernannt.
- Mitglied der Real Academia de Ciencias Morales y Políticas.